# John Ashworth Ratcliffe
John Ashworth Ratcliffe FRS (* 12. Dezember 1902 in Bacup, Lancashire; † 25. Oktober 1987 in Cambridge) war ein britischer Physiker und Radioastronom.

## Leben
John Ashworth Ratcliffe erforschte die Ausbreitung elektromagnetischer Wellen im Cavendish-Labor  der Cambridge University. 1939 bis 1945 war er am Telecommunications Research Establishment an der Entwicklung des Radars beteiligt. 1960 leitete er die Radio and Space Research Station.

## Schriften
- The Physical Principles of Wireless (1929)
- The Magnetoionic Theory and its Applications to the Ionosphere (1959)
- Physics of the Upper Atmosphere (Mitautor, 1960)
- Sun, Earth and Radio (1970)
  - Sonne, Erde, Radio. Die Erforschung der Ionosphäre. München: Kindler, 1970.
- An Introduction to the Ionosphere and Magnetosphere (1972)

## Ehrungen
- Holweck-Preis (1953)
- Royal Medal (1966)
- Faraday-Medaille (1966)
- Goldmedaille der Royal Astronomical Society (1976)